# Lukas Dhont
Lukas Dhont (Gante, Bélgica, 1991) é um cineasta e roteirista belga. Dhont dirigiu Girl e Close. Com este filme, concorreu ao Oscar de melhor filme internacional, representando a Bélgica.

## Biografia
Dhont nasceu em Gante, Bélgica. Estudou o ensino médio em uma escola católica. Na adolescência, trabalhou como assistente de desenho de figurino para filmes e para a televisão.
Sua mãe é uma professora de moda em uma escola de artes. Lukas Dhont possui um irmão mais novo, Michiel. Ambos se identificam como gays.

## Carreira
Dhont fez sua estreia como diretor de um longa-metragem com a obra de 2018 Girl, que estreou no Festival de cinema de Cannes. Girl foi selecionado pela Bélgica como o concorrente para o Óscar de melhor filme internacional.
Em 2019, entrou para a lista Forbes 30 Under 30 da Europa.
Seu segundo longa-metragem, Close, de 2022, estreou no Festival de Cinema de Cannes e concorreu na categoria de melhor filme internacional no Oscar 2023.

## Premiações e reconhecimento
| Ano  | Prêmio                                                                 | Obra  | Categoria                               | Resultado | Ref.   |
| ---- | ---------------------------------------------------------------------- | ----- | --------------------------------------- | --------- | ------ |
| 2018 | Belgian Film Critics Association                                       | Girl  | Prêmio André Cavens                     | Venceu    | [ 13 ] |
| 2018 | Festival de Cinema de Londres                                          | Girl  | Prêmio Sutherland                       | Venceu    | [ 14 ] |
| 2018 | Festival de Cannes                                                     | Girl  | Prix Un Certain Regard                  | Indicado  | [ 15 ] |
| 2018 | Festival de Cannes                                                     | Girl  | Caméra d'Or                             | Venceu    | [ 16 ] |
| 2018 | Festival de Cannes                                                     | Girl  | Queer Palm                              | Venceu    | [ 17 ] |
| 2018 | Festival de Cannes                                                     | Girl  | FIPRESCI Prize – Un Certain Regard      | Venceu    | [ 18 ] |
| 2019 | Golden Globe Award                                                     | Girl  | Melhor Filme em Língua Não-Inglesa      | Indicado  | [ 19 ] |
| 2019 | French Syndicate of Cinema Critics                                     | Girl  | Melhor Primeiro Filme Internacional     | Venceu    | [ 20 ] |
| 2022 | Belgian Film Critics Association                                       | Close | Prêmio André Cavens                     | Venceu    | [ 21 ] |
| 2022 | Belgian Film Critics Association                                       | Close | Grand Prix                              | Indicado  | [ 22 ] |
| 2022 | San Diego Film Critics Society                                         | Close | Melhor Filme de Língua Estrangeira      | Indicado  | [ 23 ] |
| 2022 | Chicago Film Critics Association                                       | Close | Melhor Filme Internacional              | Indicado  | [ 24 ] |
| 2022 | Dallas–Fort Worth Film Critics Association                             | Close | Melhor Filme de Língua Estrangeira      | Indicado  | [ 25 ] |
| 2022 | Georgia Film Critics Association                                       | Close | Melhor Filme Internacional              | Indicado  | [ 26 ] |
| 2022 | Houston Film Critics Society                                           | Close | Melhor Filme Internacional              | Indicado  | [ 27 ] |
| 2022 | San Francisco Bay Area Film Critics Circle                             | Close | Melhor Filme Estrangeiro                | Indicado  | [ 28 ] |
| 2022 | St. Louis Film Critics Association                                     | Close | Melhor Filme Internacional              | Indicado  | [ 29 ] |
| 2022 | Washington D.C. Area Film Critics Association                          | Close | Melhor Filme Internacional              | Indicado  | [ 30 ] |
| 2022 | British Independent Film Award for Best International Independent Film | Close | Melhor Filme Independente Internacional | Indicado  | [ 31 ] |
| 2022 | Austin Film Critics Association                                        | Close | Melhor Filme Internacional              | Indicado  | [ 32 ] |
| 2022 | Festival de Cinema de Cannes                                           | Close | Palme d'Or                              | Indicado  | [ 33 ] |
| 2022 | Festival de Cinema de Cannes                                           | Close | Grand Prix                              | Venceu    | [ 34 ] |
| 2022 | Festival de Cinema de Cannes                                           | Close | Queer Palm                              | Indicado  | [ 35 ] |
| 2023 | Academy Awards                                                         | Close | Melhor Filme Internacional              | Indicado  | [ 36 ] |
| 2023 | Amanda Awards                                                          | Close | Melhor Filme de Língua Estrangeira      | Venceu    | [ 37 ] |
| 2023 | Crirunnertics' Choice Movie Award                                      | Close | Melhor Filme de Língua Estrangeira      | Indicado  | [ 38 ] |
| 2023 | Golden Globe Award                                                     | Close | Melhor Filme de Língua Não-Estrangeira  | Indicado  | [ 39 ] |